# MOST (sonda kosmiczna)
MOST (od ang. Microvariability and Oscillations of Stars – mikrozmienność i oscylacje gwiazd) – kanadyjski mikrosatelita do precyzyjnych pomiarów niewielkich zmian jasności jasnych gwiazd. Wystrzelony 30 czerwca 2003. Kanadyjska Agencja Kosmiczna zaprzestała finansowania satelity we wrześniu 2014 r., przekazując go Microsat Systems Canada Inc. (MSCI). Urządzenia satelity zostały wyłączone w marcu 2019 po awarii systemu zasilania.
Czasem nazywany żartobliwie Humble Space Telescope – „skromny teleskop kosmiczny” (gra słów z Hubble Space Telescope). Satelita skonstruowany jest tak, by mógł obserwować jeden obiekt przez dłuższy czas (kilka tygodni) bez przerw i w możliwie stabilnych warunkach, mierząc precyzyjnie zmiany jego jasności. Zbudowany został przede wszystkim do badań astrosejsmologicznych, wykorzystywany jest również w poszukiwaniach i badaniu planet pozasłonecznych.

## Budowa
Sonda ma kształt prostopadłościanu o wymiarach 65×65×30 cm. W jednej z kwadratowych powierzchni znajduje się otwór teleskopu zakryty ruchomą przysłoną oraz radiator chłodzenia układów CCD. Przeciwna, zwrócona ku Słońcu powierzchnia, zabudowana jest panelami ogniw fotoelektrycznych.
Przyrządem obserwacyjnym jest teleskop o aperturze 15 cm, systemu Rumaka-Maksutowa. Ogniskowa teleskopu wynosi 897 mm. Światło zebrane przez teleskop przechodzi przez filtry optyczne przepuszczające promieniowanie w zakresie długości fal od 350 do 700 nm (co odpowiada w przybliżeniu zakresowi światła widzialnego). Pole widzenia teleskopu ma średnicę około 2,5°. W płaszczyźnie ogniskowania teleskopu umieszczone są dwa detektory CCD o rozmiarach 1024×1024 piksele. Dla zminimalizowania szumów pracują one w temperaturze około −40 °C, stabilizowanej z dokładnością do 0,1 °C. Jeden z detektorów jest nazwany „naukowym”, ponieważ odczytane z niego dane przesyłane są na Ziemię i analizowane. Drugi przetwornik jest „prowadzącym”, dane z niego używane są do orientowania sondy w przestrzeni i stabilizowania jej położenia.
Aby jeszcze bardziej zwiększyć precyzję pomiaru jasności, przed „naukowym” detektorem CCD umieszczona jest płytka z matrycą 6×6 mikrosoczewek Fabry’ego. Soczewki te powodują, że obrazy gwiazd, które normalnie na płaszczyźnie CCD miałyby rozmiar kilku pikseli, stają się kołami o średnicy 44 pikseli. Dzięki rozłożeniu światła na wiele elementów światłoczułych zwiększa się zakres dynamiczny pomiaru i redukuje błędy wynikające z niejednakowej czułości poszczególnych elementów (pikseli) CCD. Umożliwia to pomiary względnych zmian jasności gwiazd na poziomie kilku milionowych (ppm). Mikrosoczewki pokrywają tylko część powierzchni detektora, dzięki czemu możliwa jest jednoczesna precyzyjna obserwacja jednej lub dwóch jasnych gwiazd (z użyciem soczewek) i, mniej dokładna, kilku innych, słabszych obiektów znajdujących się w polu widzenia.
Sonda nie posiada własnych silników, orientacja w przestrzeni jest utrzymywana za pomocą systemu kół reakcyjnych i magnetosiłowników sterowanych sygnałem pochodzącym z pomiaru położeń gwiazd odniesienia na „prowadzącym” detektorze CCD. Dokładność z jaką system ten utrzymuje orientację sondy w przestrzeni wynosi około 10 sekund kątowych.

## Orbita
Satelita wystrzelony został na orbitę biegunową (nachylenie 98,7°) o wysokości około 830 km i okresie obiegu wynoszącym około 101 minut. Porusza się synchronicznie ze Słońcem, pozostając nad linią terminatora. Dzięki temu przez większą część roku satelita pozostaje zawsze oświetlony przez Słońce (nie wchodzi w cień Ziemi), co jest ważne ze względu na stabilność pomiarów (minimalizację zmian temperatury). Do krótkotrwałych zaćmień satelity dochodzi jedynie pomiędzy 19 maja a 24 lipca każdego roku, w tym czasie prowadzone są obserwacje z mniejszą precyzją.
Obszar nieba, w którym możliwe są ciągłe obserwacje gwiazd (tzn. gwiazda pozostaje w polu widzenia satelity przez cały okres jego obiegu wokół Ziemi) rozciąga się od deklinacji −19° do +36°. Maksymalny czas pozostawania gwiazdy w polu ciągłej obserwacji wynosi 58 dni.
Łączność z sondą utrzymują trzy stacje naziemne: w Vancouver, w Toronto i w Wiedniu.

## Cele naukowe misji
Podstawowymi celami naukowymi dla których sonda została skonstruowana były:
1. badanie oscylacji sejsmicznych gwiazd typu Słońca oraz gwiazd typu widmowego Ap. Częstotliwość i wielkość oscylacji niosą informacje o wewnętrznej budowie gwiazdy,
2. obserwacje planet pozasłonecznych typu gazowych olbrzymów orbitujących w małej odległości od gwiazdy macierzystej, przez obserwację zmian blasku wynikających ze zmian oświetlenia (fazy) planety podczas ruchu po orbicie,
3. obserwacje pulsujących gwiazd magnetycznych w celu zbadania natężenia i struktury ich pola magnetycznego,
4. badanie widma zmian blasku gwiazd Wolfa-Rayeta, niosącego informacje o turbulentych ruchach ich atmosfer napędzających intensywny wiatr gwiazdowy.

Do najciekawszych wyników obserwacji dokonanych za pomocą MOST należą:
- badanie oscylacji Procjona. Gwiazda ta była kilkakrotnie długotrwale obserwowana przez MOST, a zmierzone oscylacje okazały się mniejsze od oczekiwanych, co wymusiło rewizję modelu tej gwiazdy[6].
- obserwacja oddziaływania planety Tau Boötis b z powierzchnią gwiazdy macierzystej, prowadzącego do synchronizacji ruchu części powierzchni gwiazdy z obiegiem planety[7].
- odkrycie tranzytów planety 55 Cancri e i pomiar jej średnicy[8].

Ponadto odkryto i zmierzono oscylacje różnych typów gwiazd, odkrywając szczegóły ich budowy. Sonda dokonała szeregu obserwacji gwiazd posiadających planety, w poszukiwaniu dodatkowych obiektów w ich układach, jak również wzbogacając wiedzę o znanych już planetach.